# The Thrills
The Thrills est un groupe de rock irlandais, originaire de Dublin. Ils sortent leur premier album, So Much for the City en 2003. Il s'est assez bien vendu en Grande-Bretagne (3e des ventes) et en Irlande (1er des ventes). Ils sortent un an plus tard leur deuxième album Let's Bottle Bohemia, comme le précédent cet album est fortement inspiré de Neil Young et des Beach Boys.
Le son du groupe s'« inspire par la pop américaine classique de la fin des années 1960 et du début des années 1970 par Rovi. » C'est en 2007 que sort leur troisième album : Teenager. Celui-ci se vend nettement moins bien que les précédents.

## Biographie

### Débuts et premier album (2001–2004)
Les Thrills sont formés dans la banlieue de Dublin de Blackrock au milieu des années 1990, lorsque les voisins Conor Deasy et Daniel Ryan ont formé les Cheating Housewives avec leurs amis Kevin Horan, Padraic McMahon et Ben Carrigan. En 1999, le groupe passe quatre mois à San Diego, période pendant laquelle ils ont écrit plusieurs titres qui apparaîtront sur leur premier album So Much for the City (comme One Horse Town).
Lors d'un voyage à San Francisco en 2001, le groupe décide de changer leur nom pour The Thrills. Plus tard dans l'année, ils enregistrent six morceaux en l'espace de deux démos. La seconde démo fait bonne impression à Johnny Davis des labels Bright Star Recordings et BMG Publishing. Par le biais de Davis, le label Rough Trade Records commence à s'intéresser de près au groupe, et lui offre un contrat d'une démo. La démo Rough Trade est enregistrée, et le label s'intéresse encore bien plus au groupe. En septembre 2002, The Thrills signe avec Virgin Records, attirés par la promesse de liberté artistique et la décision du label de leur permettre d'enregistrer leur premier album à Hollywood avec le producteur Tony Hoffer (Beck, Air).
Après avoir sorti leur premier EP en novembre 2002, le groupe s'envole pour Los Angeles en décembre 2002 pour enregistrer leur premier album intitulé So Much for the City. So Much for the City est lancé en 2003, faisant ses débuts à la première place en Irlande, troisième au Royaume-Uni et devenant disque de platine dans les charts britanniques et irlandais.
En 2004, The Thrills remportent un prix EBBA. Chaque année, les European Border Breakers Awards (EBBA) reconnaissent le succès de dix artistes ou groupes émergents qui ont atteint un public hors de leur pays avec leur premier album sorti au niveau international l'année précédente.

### Let's Bottle Bohemia(2004–2006)
Le deuxième album des Thrills, Let's Bottle Bohemia, est publié en septembre 2004. Il est enregistré à Los Angeles, comme pour leur premier opus – cette fois avec Dave Sardy à la production, et Van Dyke Parks à l'orchestration et Peter Buck de R.E.M. à la mandoline. L'album jouit d'un succès similaire à leur premier album, et comprend le single Whatever Happened to Corey Haim?.
La même année, le groupe prend part à l'assemblée Band Aid 20, et joue les morceaux Santa Cruz (You're Not That Far) au concert de charité Live 8 Edinburgh 50,000 - The Final Push, qui est aussi inclus dans le DVD de l'événement. Le groupe joue aussi un medley avec Ronnie Wood sur leur single The Irish Keep Gatecrashing et sur le morceau Maggie May de Rod Stewart aux Irish Meteor Awards de 2005.
Ils jouent aussi un medley des morceaux de l'album dans la série télévisée américaine The OC dans l'épisode The Ex-Factor.

### Pause etTeenager(2007)
Le groupe se met en pause après la sortie de leur deuxième album, afin de faire évoluer leur style musical. D'autres morceaux sont écrits et les enregistrements prennent place à New York en 2006. En 2007, Deasy explique que le groupe a enregistré plus de 30 morceaux, ce qui explique les longs mois d'attente. Lors d'un entretien au magazine indépendant Under the Radar en octobre 2007, Deasy explique « On a écrit au moins 30 chansons pour cet album, et nombreuses d'entre elles ont été retirées par nous. Elles n'étaient pas si mal. C'était des chansons perfectibles, mais elles étaient trop facilement associées à nos deux premiers album. »
L'album Teenager est publié le 22 juillet 2007 en Irlande, et le 25 juillet 2007 en Europe centrale. Il n'atteint pas les classements irlandais et britanniques, mais l'agrégateur Metacritic lui attribue une moyenne de 71%, et il est bien accueilli notamment par la BBC, par une note de 7/10 attribuée par le NME, par un 6,9/10 de Pitchfork, et d'un 2/5 du Guardian. Une édition spéciale CD/DVD de Teenager – qui contribuera à un documentaire sur le groupe intitulé The Thrills: The End of Innocence – sort en édition limitée uniquement au Royaume-Uni.

### Post-Teenager(depuis 2008)
Le groupe est renvoyé par EMI en 2008 après les mauvais chiffres de ventes de Teenager, qui n'a atteint que la 48e place des charts britanniques,.
Le 22 août 2011, Virgin Records (l'ancien label des Thrills) sort un best-of intitulé 2002–2007. La compilation comprend des pistes inédites et certains titres issus des trois albums du groupe. En date, 2002–2007 ne sera jamais publié en magasin ; le disque est uniquement présenté sur le site web britannique d'Amazon. Une édition numérique est aussi présentée sur Amazon UK.

## Discographie

### Albums studio
- 2003 : So Much for the City
- 2004 : Let's Bottle Bohemia
- 2007 : Teenager

### Singles
- 2003 : Santa Cruz (You're Not that Far)
- 2003 : One Horse Town
- 2003 : Big Sur
- 2003 : Don't Steal Our Sun
- 2004 : Whatever Happened to Corey Haim?
- 2004 : Not for All the Love in the World
- 2005 : The Irish Keep Gate Crashing
- 2007 : Nothing Changes Around Here
- 2007 : The Midnight Choir